# Бринкман, Жак
Жак Бринкман (фр. Jacques Brinkman; род. 26 августа 1966, Утрехт) — нидерландский хоккеист на траве, полузащитник; тренер. Двукратный олимпийский чемпион 1996 и 2000 годов, бронзовый призёр летних Олимпийских игр 1988 года, участник летних Олимпийских игр 1992 года, двукратный чемпион мира 1990 и 1998 годов, серебряный призёр чемпионата мира 1994 года, чемпион Европы 1987 года, трёхкратный серебряный призёр чемпионата Европы 1991, 1995 и 1999 годов.

## Биография
Жак Бринкман родился 26 августа 1966 года в нидерландском городе Утрехт.
Начал заниматься хоккеем на траве в 10-летнем возрасте. Играл в чемпионате Нидерландов за «Хаагсе», «Кампонг», «Амстердамсе» и «Стихтсе».
1 мая 1987 года дебютировал в сборной Нидерландов, сыграв в товарищеском матче против сборной ФРГ.
В 1987 году завоевал золотую медаль чемпионата Европы в Москве.
В 1988 году вошёл в состав сборной Нидерландов по хоккею на траве на летних Олимпийских играх в Сеуле и завоевал бронзовую медаль. Играл на позиции полузащитника, провёл 7 матчей, мячей не забивал.
В 1989 году выиграл золотую медаль Межконтинентального кубка в Мэдисоне.
В 1990 году завоевал золотую медаль чемпионата мира в Лахоре.
В 1991 году выиграл серебряную медаль чемпионата Европы в Париже.
В 1992 году вошёл в состав сборной Нидерландов по хоккею на траве на летних Олимпийских играх в Барселоне, занявшей 4-е место. Играл на позиции полузащитника, провёл 7 матчей, мячей не забивал.
В 1994 году завоевал серебряную медаль чемпионата мира в Сиднее.
В 1995 году выиграл серебряную медаль чемпионата Европы в Дублине.
В 1996 году вошёл в состав сборной Нидерландов по хоккею на траве на летних Олимпийских играх в Атланте и завоевал золотую медаль. Играл на позиции полузащитника, провёл 7 матчей, мячей не забивал.
В 1998 году завоевал золотую медаль чемпионата мира в Утрехте.
В 1999 году выиграл серебряную медаль чемпионата Европы в Падуе.
В 2000 году вошёл в состав сборной Нидерландов по хоккею на траве на летних Олимпийских играх в Сиднее и завоевал золотую медаль. Играл на позиции полузащитника, провёл 7 матчей, забил 1 мяч в ворота сборной Австралии.
Завоевал десять медалей Трофея чемпионов: три золотых — в 1996 году в Мадрасе, в 1998 году в Лахоре, в 2000 году в Амстелвене, две серебряных — в 1989 году в Западном Берлине, в 1990 году в Мельбурне, пять бронзовых — в 1987 году в Амстелвене, в 1991 году в Берлине, в 1993 году в Куала-Лумпуре, в 1994 году в Лахоре, в 1999 году в Брисбене.
После Олимпиады в Сиднее завершил международную карьеру.
В 1987—2000 годах сыграл за сборную Нидерландов 337 матчей, забил 84 мяча. В 1998 году стал рекордсменом национальной команды по числу проведённых поединков, опередив Сеса Яна Дипевена, и удерживал достижение до 2006 года, когда его опередил Йерун Делми.
В 2003 году стал главным тренером «Стихтсе». В дальнейшем тренировал «Ларен».
Занимается предпринимательством, поставляет хоккейное оборудование.

## Семья
Сын — Тьерри Бринкман (род. 1995), нидерландский хоккеист на траве. Участник летних Олимпийских игр 2020 года.
Сын — Тим Бринкман (род. 1997), нидерландский футболист.